# Alexandr Sheveliov
Alexandr Sheveliov fue un deportista soviético que compitió en esgrima, especialista en la modalidad de florete. Ganó una medalla de oro en el Campeonato Mundial de Esgrima de 1961 en la prueba por equipos.

## Palmarés internacional
| Campeonato Mundial | Campeonato Mundial | Campeonato Mundial | Campeonato Mundial  |
| Año                | Lugar              | Medalla            | Prueba              |
| ------------------ | ------------------ | ------------------ | ------------------- |
| 1961               | Turín (Italia)     | Medalla de oro     | Florete por equipos |